# Vejvisersten
Vejvisersten er forløberne for vejskilte, der formentlig blev afløst af støbte metalskilte omkring 1920, og endeligt udgik omkring 1960. Syddjurs Kommune, og måske også andre kommuner, er begyndt at opmale og genplacere gamle vejsten, ud fra en ide om at de er kulturhistoriske mindesmærker.
Vejvisersten bliver i dag nogle gange fundet væltet i vejrabatter, dækket af jord og overgroet. De har været tunge at flytte med, så ofte har de fået lov at ligge, når de væltede, eller også er de blevet stødt ud i vejsiden, når de blev sløjfet til fordel for moderne vejskilte af metal. Der ligger utvivlsomt mange vejvisersten skjult i rabatter rundt om i landet. I nogle tilfælde er stenene blevet hentet af private borgere, der for eksempel har brugt dem som trappetrin og til havedekorationer. Mange andre er gået til, såsom til støbefyld ved byggeri, eller knust til skærver.
I et projekt, Vejvisersten, baseret på borger-inddragelse, er der ifølge en beskrivelse fra 2009 fundet 105 gamle granit-vejvisersten i Østjylland, primært i Syddjurs Kommune, men også i det større Gammel Randers Amt, der dækker Djursland. Dette ifølge projektets ophavsmand, biolog, phd., og formidler, Jens Reddersen, Nationalpark Mols Bjerge, der har lavet en beskrivelse af fænomenet i Århus Stifts Årbøger, 2009. I forlængelse af projektet har Syddjurs Kommune i dag sat system i opmaling og genrejsning af gamle vejvisersten ud fra en ide om, at de har kulturhistorisk værdi.
Design og typografi varierer, og afspejler forskellige epoker, og muligvis også de enkelte stenhuggeres stil. Ofte er der dog tale om en vis centraliseret styring af designet, ifølge Jens Reddersens udredning. 
Et af startskuddene til bevarelse af gamle vejvisersten har rod i en vejformand i den tidligere Ebeltoft Kommune, Rud Møller Jensen. På eget initiativ, og uden at hans overordnede vidste det, har han i en årrække rejst og opmalet gamle vejvisersten, når kommunens folk stødte på dem i forbindelse med vedligehold af vejnettet. Såsom når de med traktor og grab skrabede grønsvær af vejrabatter for at sikre gode drænforhold under regn. Denne ”uautoriserede” aktivitet var starten til at Syddjurs Kommune nu officielt genetablerer, beskytter og opmaler vejvisersten.
I ”Forordning om Vejvæsenet i Danmark af 13. december 1793” blev der - formentlig for første gang - opstillet nationale standarder for vejvæsenet. Her nævnes i paragraf 21 følgende om vejvisersten:
”Hvor fleere Veje møder hinanden, der sættes Vejvisere, på hvilke tydeligen maa tegnes, hvorhen enhver af Vejene fører..”
Det vil sige, at der kan forventes at være lavet vejvisersten i hele landet tilbage fra i hvert fald 1793, i henhold til den da indførte nationale vejstandard. Dermed ikke sagt, at der ikke findes ældre vejvisersten.
Ifølge Jens Reddersens vurdering stammer hovedparten af de sten, der er fundet under Projekt Vejvisersten i Djursland-området fra 1830 – 1900. Vurderingen er også, at stenene omkring 1920’erne med bilismens fremkomst blev afløst af mere højtplacerede metalskilte, som det var lettere at se fra en bil i fart. Med til de granithuggede vejviserstens endeligt hører også, at metalskilte er hurtigere og billigere at fremstille end udhuggede granitsten. Forudsætningen har dog været, at den teknologiske udvikling har muliggjort rationel fremstilling af metalskilte i små styktal. Vurderingen er at de sidste eksisterende vejvisersten blev sløjfet i 1960’erne, og dermed udskiftet med metalskilte. Dog ikke af den type der anvendes i dag, med et fladt stykke metal, der er påtrykt oplysninger, men med metalskilte hvor vejnavnet er indstøbt med forhøjede bogstaver i metallet.
- Vejvisersten og vejskilt i Borum.
- Vejvisersten der viser vej til Lillering i Harlev.

## Eksterne kilder og henvisninger
1. 1 2 3 4 5 6 7 8 9 10 11  Reddersen

- Reddersen Jens, Vejvisersten, Et Overset Kulturminde, Århus Stifts Årbøger, 2009